# Jesús Ángel García

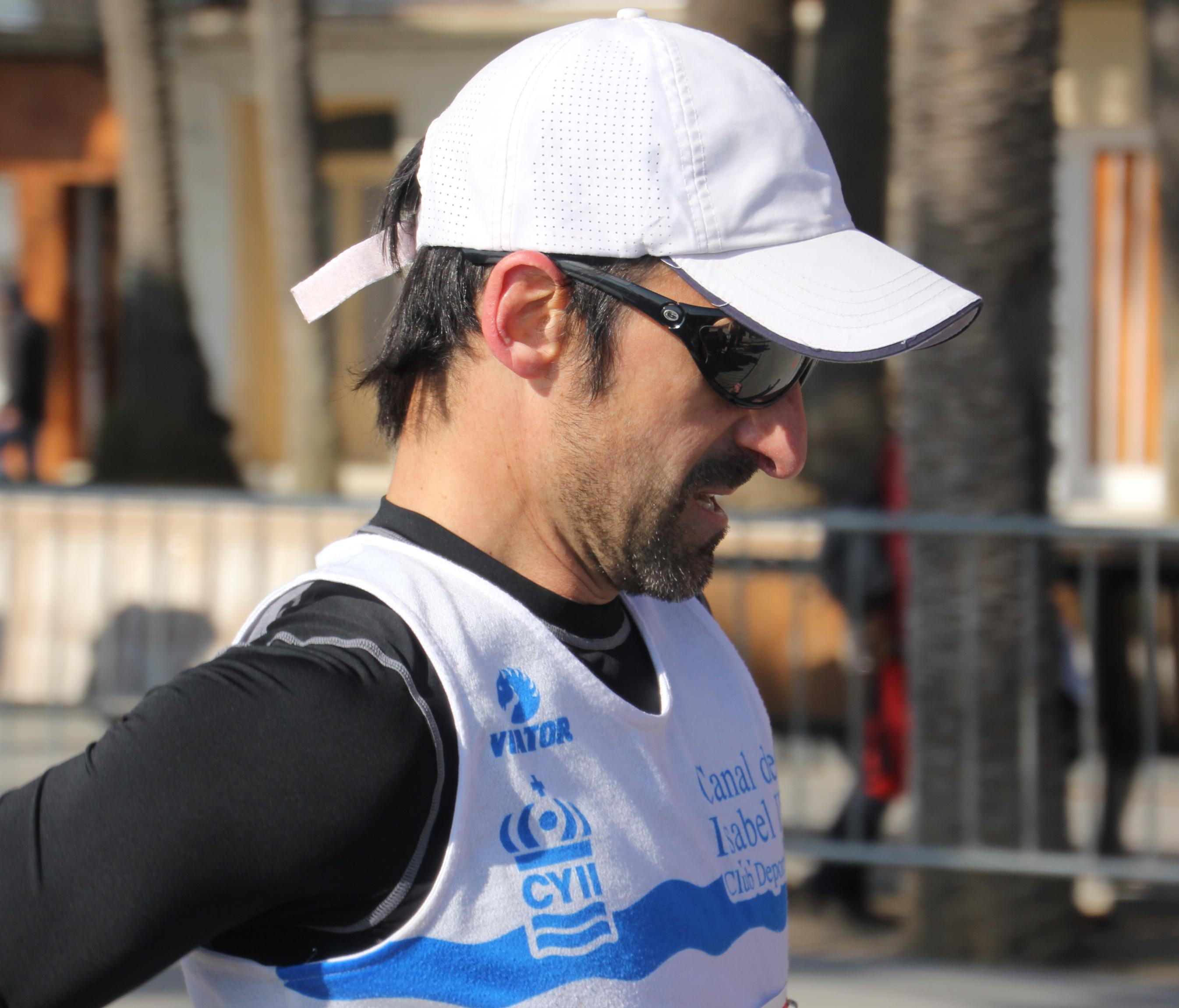
Jesús Ángel García im Februar 2012

Jesús Ángel García Bragado (* 17. Oktober 1969 in Madrid) ist ein spanischer Geher, der sich auf die 50-km-Distanz spezialisiert hat. Er hält den Rekord für die meisten Teilnahmen eines Leichtathleten an den Olympischen Spielen und die meisten Teilnahmen überhaupt an den Leichtathletik-Weltmeisterschaften. Er war auch im Jahr 2021 noch aktiv.

## Sportliche Laufbahn
1992 gab er sein olympischen Debüt bei den Spielen in Barcelona, wo er den zehnten Platz belegte.
Im Jahr darauf errang er bei den Leichtathletik-Weltmeisterschaften in Stuttgart Gold in 3:41:41 h. Bei den Leichtathletik-Europameisterschaften 1994 in Helsinki wurde er Vierter, bei den Weltmeisterschaften 1995 in Göteborg Fünfter.
Bei den Olympischen Spielen 1996 gab er auf; dafür gewann er im folgenden Jahr bei den Weltmeisterschaften 1997 in Athen Silber mit 13 Sekunden Rückstand auf Robert Korzeniowski, den Mann, der in den folgenden Jahren diesen Sport dominieren sollte.
Bei den nächsten drei internationalen Meisterschaften blieb der Erfolg aus: Bei den Europameisterschaften 1998 wurde er disqualifiziert, bei den Weltmeisterschaften 1999 in Sevilla gab er auf, und bei den Olympischen Spielen 2000 in Sydney wurde er Zwölfter.
In den 2000er Jahren war er wieder ganz vorne dabei: Bei den Weltmeisterschaften 2001 in Edmonton gewann er Silber und bei den Europameisterschaften 2002 in München Bronze.
2003 kam er bei den Weltmeisterschaften 2003 in Paris-Saint-Denis auf den sechsten, 2004 bei den Olympischen Spielen in Athen auf den fünften Platz. Einer Disqualifikation bei den Weltmeisterschaften 2005 in Helsinki folgte der Gewinn der Silbermedaille bei den Europameisterschaften 2006 in Göteborg hinter dem Überraschungssieger Yohann Diniz (FRA).
Bei den Weltmeisterschaften 2009 in Berlin gewann er über die Strecke vom 50 km in einer Zeit von 3:41:37 h die Bronzemedaille.
Bei dem Wettkampf der Olympischen Spiele 2008 beendete er das Gehen als 4. von 47 Sportlern, die das Ziel erreichten. 
Bei dem Wettkampf der Olympischen Spiele 2012 beendete er das Gehen als 17. von 48 Sportlern, die das Ziel erreichten. 
Bei dem Wettkampf der Olympischen Spiele 2016 beendete er das Gehen als 20. von 49 Sportlern, die das Ziel erreichten. 
Bei dem Wettkampf der Olympischen Spiele 2020 beendete er das Gehen als 35. von 47 Sportlern, die das Ziel erreichten. 

## Privates
García ist mit der früheren Weltmeisterin in der Rhythmischen Sportgymnastik Carmen Acedo verheiratet. Bei einer Körpergröße von 1,71 m hat er ein Wettkampfgewicht von 62 kg.

## Bestleistungen
- 20 km Gehen: 1:23:09 h (2005)
- 30 km Gehen: 2:08,47 h (2001)
- 50 km Gehen: 3:39:54 h (1997)